# Hôtel de ville d'Aix-la-Chapelle (Dürer)
L'Hôtel de ville d'Aix-la-Chapelle est un dessin à la pointe d'argent sur papier préparé réalisé en 1520 par Albrecht Dürer, peintre et graveur de la Renaissance allemande. Il fait partie de l'album de voyage aux Pays-Bas de l'artiste, et figure au recto de la feuille où Caspar Sturm devant un paysage est dessiné au verso. Cette feuille est conservée au musée Condé à Chantilly.

## Histoire
En entreprenant son voyage aux Pays-Bas, l'un des principaux buts de Dürer est de se rendre à Aix-la-Chapelle, où le nouvel empereur Charles Quint va se faire couronner, pour négocier le prolongement de la pension que lui avait octroyée Maximilien Ier (empereur du Saint-Empire). Partant des Flandres, il arrive à Aix le 4 octobre 1520 et y reste jusqu'au 26. il visite la cathédrale et l'hôtel de ville, qu'il immortalise tous deux dans son carnet.

## Description
L'hôtel de ville, à l'origine la grande aula du palais carolingien, retient particulièrement son attention, si bien qu'il le dessine en perspective de manière assez détaillée. Il croque aussi la cathédrale de cet hôtel (British Museum).